# رفع الأثقال في الألعاب البارالمبية الصيفية 2012 – 56 كجم سيدات
قالب:رفع الأثقال في الألعاب البارالمبية الصيفية 2012
منافسات وزن 56 كجم رفع الأثقال للسيدات في الألعاب البارالمبية الصيفية 2012 أقيمت في 2 سبتمبر في إكسل لندن.

## الأرقام القياسية
قبل المنافسة، كانت الأرقام القياسية العالمية والبارالمبية الحالية كما يلي:
| الرقم القياسي العالمي    | 141.5 كجم | فاطمة عمر (مصر) | بكين، الصين | 10 سبتمبر 2008 |
| الرقم القياسي البارالمبي | 141.5 كجم | فاطمة عمر (مصر) | بكين، الصين | 10 سبتمبر 2008 |

## النتائج
| الترتيب | الاسم                      | وزن الجسم (كجم) | المحاولات (كجم) | المحاولات (كجم) | المحاولات (كجم) | المحاولات (كجم) | النتيجة (كجم) |
| الترتيب | الاسم                      | وزن الجسم (كجم) | 1               | 2               | 3               | 4               | النتيجة (كجم) |
| ------- | -------------------------- | --------------- | --------------- | --------------- | --------------- | --------------- | ------------- |
| الأول   | فاطمة عمر (مصر)            | 54.86           | 132.0           | 137.0           | 142.0           | –               | 142.0 ر.ع     |
| الثاني  | لوسي إيجيكي (نيجيريا)      | 55.27           | 135.0           | 142.0           | 142.5           | –               | 135.0         |
| الثالث  | أوزلم بجركلي (تركيا)       | 52.49           | 115.0           | 117.0           | 118.0           | –               | 118.0         |
| 4       | جيانجين كوي (الصين)        | 55.85           | 108.0           | 110.0           | 118.0           | –               | 110.0         |
| 5       | إيرينا كازانتسيفا ‏ (روسيا) | 54.45           | 101.0           | 108.0           | 108.0           | –               | 101.0         |
| 6       | سيو لي تشان ‏ (ماليزيا)     | 53.70           | 80.0            | 85.0            | 86.0            | –               | 80.0          |
| –       | إيلينا أباسوفا (أوزبكستان) | 54.60           | 65.0            | 70.0            | 72.0            | –               | NMR           |